# Apurtuarte Club
El Apurtuarte Club es un club de fútbol de España, de la localidad de Erandio en la provincia de Vizcaya. Fue fundado en 1926 y es el club de fútbol de los barrios de Asúa y Erandiogoikoa del municipio de Erandio.

## Historia
El Apurtuarte Club fue fundado en 1926 en el barrio de Asúa de Erandio y se federó al año siguiente en la Federación Vizcaína. Debutó en 1928 en competiciones oficiales. Por ello está considerado como el decano de los clubes de fútbol de la comarca vizcaína del Txoriherri (Valle de Asúa). Su nombre, Apurtuarte, quiere decir en lengua vasca hasta romperlo o hasta que se rompa. El curioso nombre del club es atribuido a Juan Egaña, uno de los fundadores, que en una de las primeras reuniones y pensando, como sus amigos, que el club no iba a tener una vida muy larga comentó refiriéndose a la entidad que estaban fundando: Apurtuarte aguanta dadila (que aguante hasta que se rompa). La frase gustó y apurtuarte quedó convertida en el nombre del club. 
La guerra civil española (1936-39) supuso el fin de las actividades del club, que retomó en 1943. A finales de la década de los años 50 llegó la edad de oro del equipo erandiotarra que logró ascender hasta la Tercera división española, donde jugó tres temporadas entre 1957 y 1960. Tras el descenso y debido a que no consiguió un terreno de juego, el Apurtuarte permaneció dos años fuera de las competiciones. Cuando regresó debió empezar de nuevo de abajo del todo.
En los años 60 logró asentarse en el campo de fútbol San José Artesano, del vecino pueblo de Lujua, donde jugó unas décadas hasta la inauguración del Campo de Arteaga en Erandio
En la temporada 2006-07 se proclamó Campeón de Primera Regional y ascendió a Regional Preferente.
En las temporadas 2016-2017 y 2017-2018 juega en la División de Honor (Territorial Bizkaia).
Por las filas del Apurtuarte han pasado algunos jugadores de renombre: Rafael Egusquiza, que jugó con el Arenas Club de Getxo en Primera División en los años 30 y formó parte de la Selección de Euskadi durante la guerra; Tomás Zarraonandia, hermano del mítico delantero Telmo Zarra y portero del Arenas y otros equipos de la Primera División Española durante los años 30, ganador además del Trofeo Zamora en la Liga 1930-31; Sabino Aguirre, que llegó a jugar con el Athletic de Bilbao a comienzos de los años 60; o Sabin Bilbao, que jugó en el Deportivo de La Coruña en los años 80 y comienzos de los 90.

## Uniforme
- Uniforme titular: camiseta rojiverde a cuadros, pantalón blanco y medias rojiverdes a rayas horizontales.

## Estadio
Juega en el campo de fútbol Arteaga de Erandio.

## Datos del club
- Temporadas en 1ª: 0
- Temporadas en 2ª: 0
- Temporadas en 2ªB: 0
- Temporadas en 3ª: 3
- Mejor puesto en la liga: 5.º (Tercera división, temporada 58-59)

## Trofeos amistosos
- Trofeo Ategorri: (1) 1996